# Antonyin Petrovics Lagyinszkij
Antonyin Petrovics Lagyinszkij (cirill betűkkel: Антонин Петрович Ладинский; Obscseje Pole, 1896. január 19. (31.) – Moszkva, 1961. július 4.) orosz költő, író, műfordító.

## Élete
Földműves családban született. 1915-ben kezdte meg jogi tanulmányait a szentpétervári egyetemen, egy évvel később pedig besorozták a hadseregbe. 1921-ben Párizsba emigrált, 1950-től Drezdában élt, majd végül 1955-ben tért vissza hazájába. Elsősorban történelmi témájú regényeket írt. Számos francia szerzőtől fordított műveket orosz nyelvre, köztük Voltaire-től is.

## Művei
- XV легион
- Когда пал Херсонес
- В дни Каракаллы
- Последний путь Владимира Мономаха